# بيتر سيلاجي
بيتر سيلاجي (بالمجرية: Szilágyi Péter)‏ (26 يناير 1988 في المجر - ) هو لاعب كرة قدم مجري في مركز الهجوم. شارك مع منتخب المجر تحت 21 سنة لكرة القدم. أما مع النوادي، فقد لعب مع نادي دبرتسني ونادي فاساس وNyíregyháza Spartacus FC ‏ وPápai FC ‏.

## وصلات خارجية
- بيتر سيلاجي على موقع قاعدة بيانات كرة القدم.إي يو (الإنجليزية)
- بيتر سيلاجي على موقع Soccerway.com (الإنجليزية)